# Omiodes fulvicauda
Omiodes fulvicauda is een vlinder uit de familie van de grasmotten (Crambidae), uit de onderfamilie van de Spilomelinae. De wetenschappelijke naam van deze soort is voor het eerst voorgesteld als Phryganodes fulvicauda door George Francis Hampson in een publicatie uit 1898.
De soort komt voor in Nicaragua , Costa Rica, Panama en Venezuela.